# Greda Sunjska
Greda Sunjska nalazi se u jugoistočnom dijelu Sisačko moslavačke županije u općini Sunja.

## Stanovništvo
Hrvati čine apsolutnu većinu s oko 95% stanovništva.
| broj stanovnika | 694   | 727   | 767   | 770   | 814   | 839   | 739   | 786   | 781   | 810   | 823   | 664   | 636   | 543   | 457   | 366   | 278   |
|                 | 1857. | 1869. | 1880. | 1890. | 1900. | 1910. | 1921. | 1931. | 1948. | 1953. | 1961. | 1971. | 1981. | 1991. | 2001. | 2011. | 2021. |

## Kulturna baština
Greda Sunjska je jedno od rijetkih sela hrvatske posavine koje je iznimno bogato starim posavskim kućama - Čardacima.  U mjestu djeluje i KUD "Sloga" Greda Sunjska.